# Pojazd

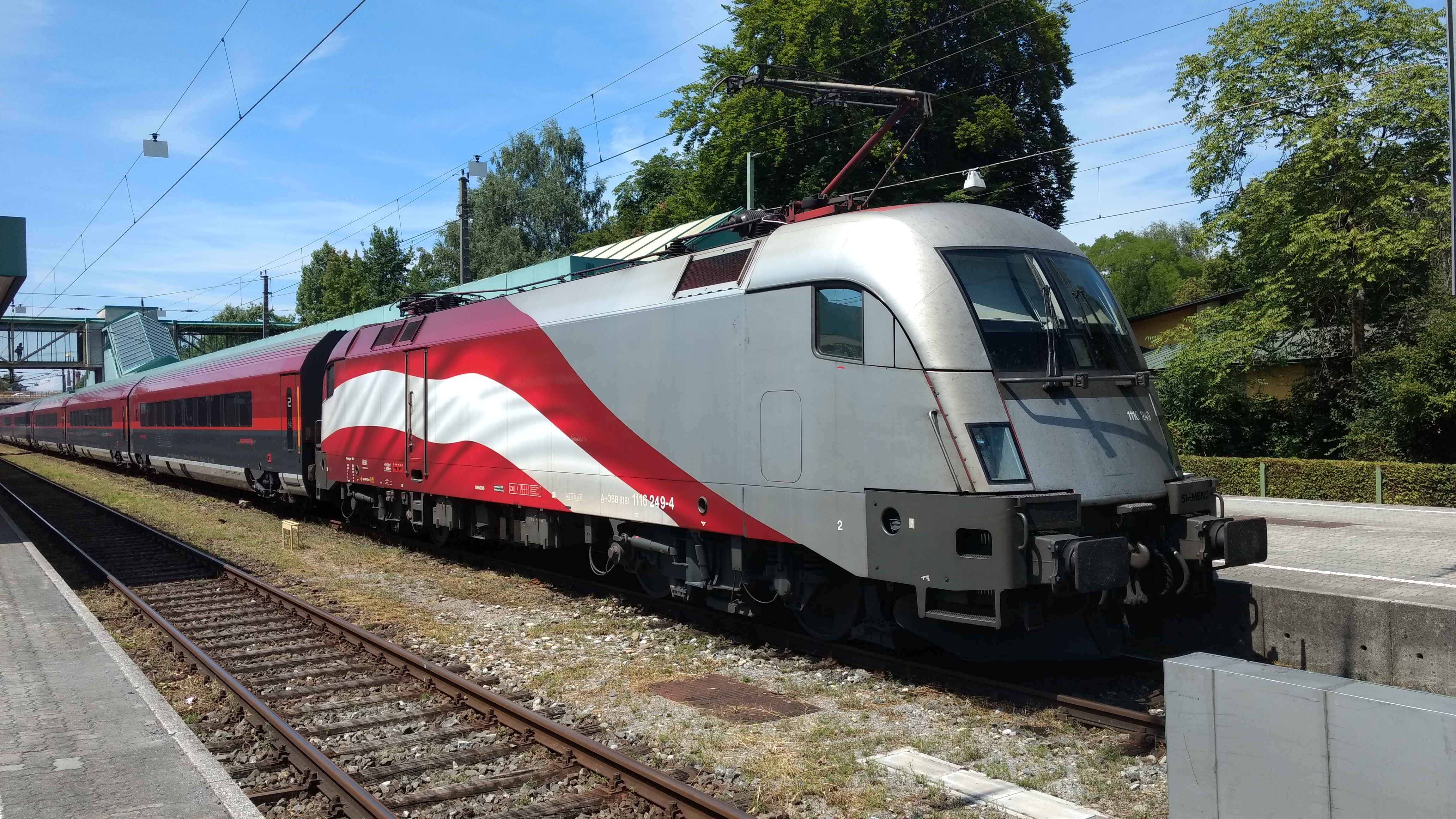
Pojazd (lokomotywa elektryczna)

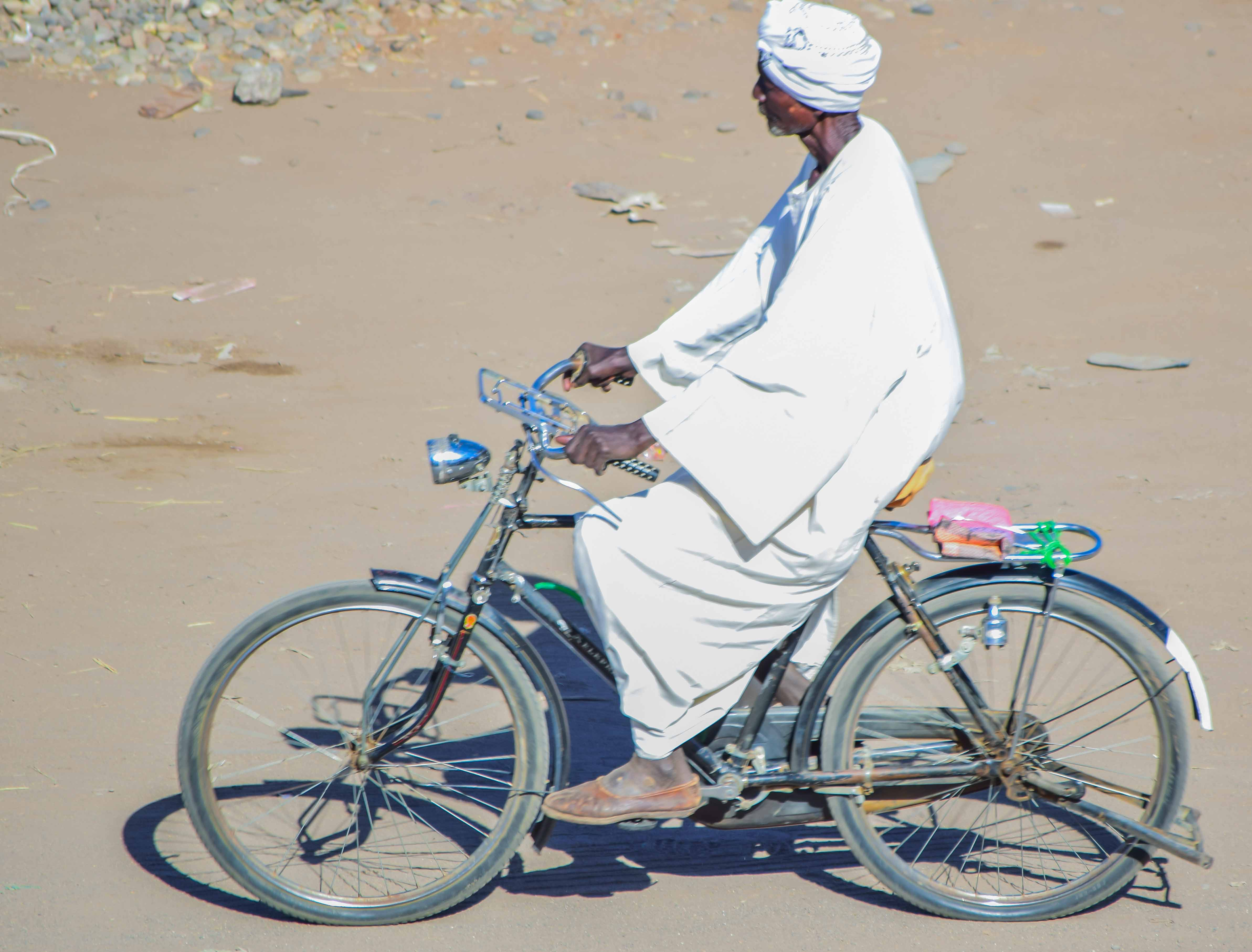
Pojazd (rower)

Pojazd – urządzenie do transportu ludzi, zwierząt lub towarów, w różnych środowiskach: na kołach, gąsienicach, płozach, w przestrzeni kosmicznej (wynoszony rakietą nośną), w głębinach morskich. Pojazd może być napędzany własnym źródłem napędu (zasilanym z własnego lub zewnętrznego źródła energii), ciągnięty lub pchany.
Art. 2 pkt 31 ustawy z dnia 20 czerwca 1997 (Prawo o ruchu drogowym) definiuje pojazd jako środek transportu przeznaczony do poruszania się po drodze oraz maszynę lub urządzenie do tego przystosowane z wyjątkiem urządzenia wspomagającego ruch.
Pojazdy można podzielić na (niektóre z podkategorii krzyżują się nawzajem):
- pojazdy lądowe:
  - pojazdy kołowe
  - pojazdy szynowe
  - pojazdy gąsienicowe
  - pojazdy półgąsienicowe
  - pojazdy ślimakowe
  - pojazdy płozowe
  - pojazdy na poduszce magnetycznej
- pojazdy ziemno-wodne
  - amfibie
  - poduszkowce
- pojazdy kosmiczne
- pojazdy podwodne

Inne szczegółowe rodzaje pojazdów:
- pojazdy mechaniczne
- pojazdy samochodowe
- pojazdy uprzywilejowane
- pojazdy specjalne
- pojazdy zabytkowe
- pojazdy zaprzęgowe
- pojazdy samowyładowcze
- pojazdy asenizacyjne
- pojazd użytkowy
- pojazd napędzany gazem ziemnym

- przyczepa
- pojazd członowy
- kareta
- dyliżans
- tramwaj
- lokomotywa
- wagon
- pojazdy spalinowe
- pojazdy konne
- pojazdy elektryczne

Podstawowe informacje o określonym pojeździe zawiera charakterystyka techniczna pojazdu.